# Cristian Iordache
Cristian Iordache n.  ? este un antrenor român de polo pe apă. El a fost antrenorul echipei masculine britanice de polo la Jocurile Olimpice de vară din 2012.
Cristian Iordache a fost jucător la clubul Dinamo București, apoi timp de șapte ani a antrenat în Egipt.

## External links
- Cristian Iordache la olympedia.org